# Котиара
Котиара, или чёрная жарара́ка (лат. Bothrops cotiara) — вид ядовитых змей подсемейства ямкоголовых семейства гадюковых.

## Внешний вид
Максимальная длина достигает 1,2 м. По строению головы и туловища похожа на урути. Отличается от неё окраской, где на тёмно-коричневом фоне есть редкие, большие и тёмные С-образные пятна.

## Распространение
Вид обитает в южной Бразилии и северо-восточной Аргентине.

## Образ жизни
Любит низины, лесистую местность. Активна ночью. Питается ящерицами, грызунами.
Яд довольно опасен. Используется в фармакологии. При первом взятии получают от каждой змеи по 40 мг яда (в сухом виде).
Живородящая змея. Самки рождают до 10 детёнышей.